# Héctor Gabriel Morales
Héctor Gabriel Morales (1989. november 30. –) argentin labdarúgó.
Ferencvárosi bemutatkozása 2010. szeptember 22-én volt, amikor csereként lépett pályára az Újbuda TC elleni kupamérkőzésen. Eddig két kupamérkőzésen játszott, mindkettőn gólt is szerzett. Első bajnoki mérkőzését a Szolnok ellen játszotta, 2010. október 30-án csereként lépett pályára a második félidőben André Schembri helyett.

## Külső hivatkozások
- Gabriel Morales a soccerway.com oldalán
- Gabriel Morales a HLSZ.HU oldalán